# Guanto da sci

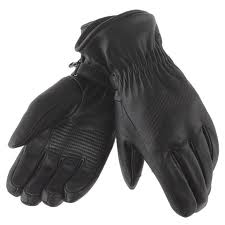
Guanti da sci in pelle

I guanti da sci sono dei guanti utilizzati nello sport dello sci.

## Descrizione
Fanno parte della tuta da neve e sono molto importanti, poiché proteggono la mano dal freddo e permettono allo sciatore di tenere saldamente i bastoncini da sci.
Tradizionalmente esistono due tipi principali di guanti da sci: quelli con le dita separate fra di loro e le muffole. I guanti da sci possono essere fatti in nylon, pelle, Gore-Tex e anche in kevlar. Quelli in nylon sono i più comuni e i più traspiranti. Quelli in pelle sono più resistenti all'acqua; in alcuni modelli non impermeabili la mano resta comunque sempre all'asciutto grazie al rivestimento interno. Il loro aspetto negativo è che necessitano di costanti riparazioni, poiché tendono a perdere la loro impermeabilità. I guanti in Gore-Tex possono resistere in condizioni estreme e sono anche particolarmente duraturi, quindi vengono utilizzati da coloro che sciano spesso senza che debbano cambiare spesso i loro guanti. Quelli in kevlar sono adatti a piste particolarmente ardue da attraversare poiché il materiale di cui sono fatti è molto resistente all'usura. Alcune parti in kevlar si trovano anche in altri tipi di guanti; solitamente il loro scopo è quello di rinforzare parti sensibili come il palmo.